# No Place to Fall
No Place to Fall ist ein Jazzalbum von Rodrigo Amado und Chris Corsano. Die Aufnahmen erschienen am 14. Juni 2019 auf Astral Spirits/Monofonus Press.

## Hintergrund
Der Schlagzeuger Chris Corsano hatte zuvor in Rodrigo Amados Quartett This Is Our Language gespielt, dem auch Joe McPhee und Kent Kessler angehörten. Nach dem gleichnamigen Album von 2015 nahmen die vier Musiker 2017 noch das Album A History of Nothing auf. Ebenfalls in Lissabon entstand das erste Duoalbum Rodrigo Amados. No Place to Fall entstand zwischen den oben genannten Sessions.

## Titelliste
- Rodrigo Amado & Chris Corsano: No Place to Fall (Astral Spirits AS103, Monofonus Press MF207)[1]

1. Announcement
2. Don’t Take It too Bad
3. No Place to Fall
4. Into the Valley
5. We’ll Be Here in the Morning

Die Kompositionen stammen von Rodrigo Amado und Chris Corsano.

## Rezeption

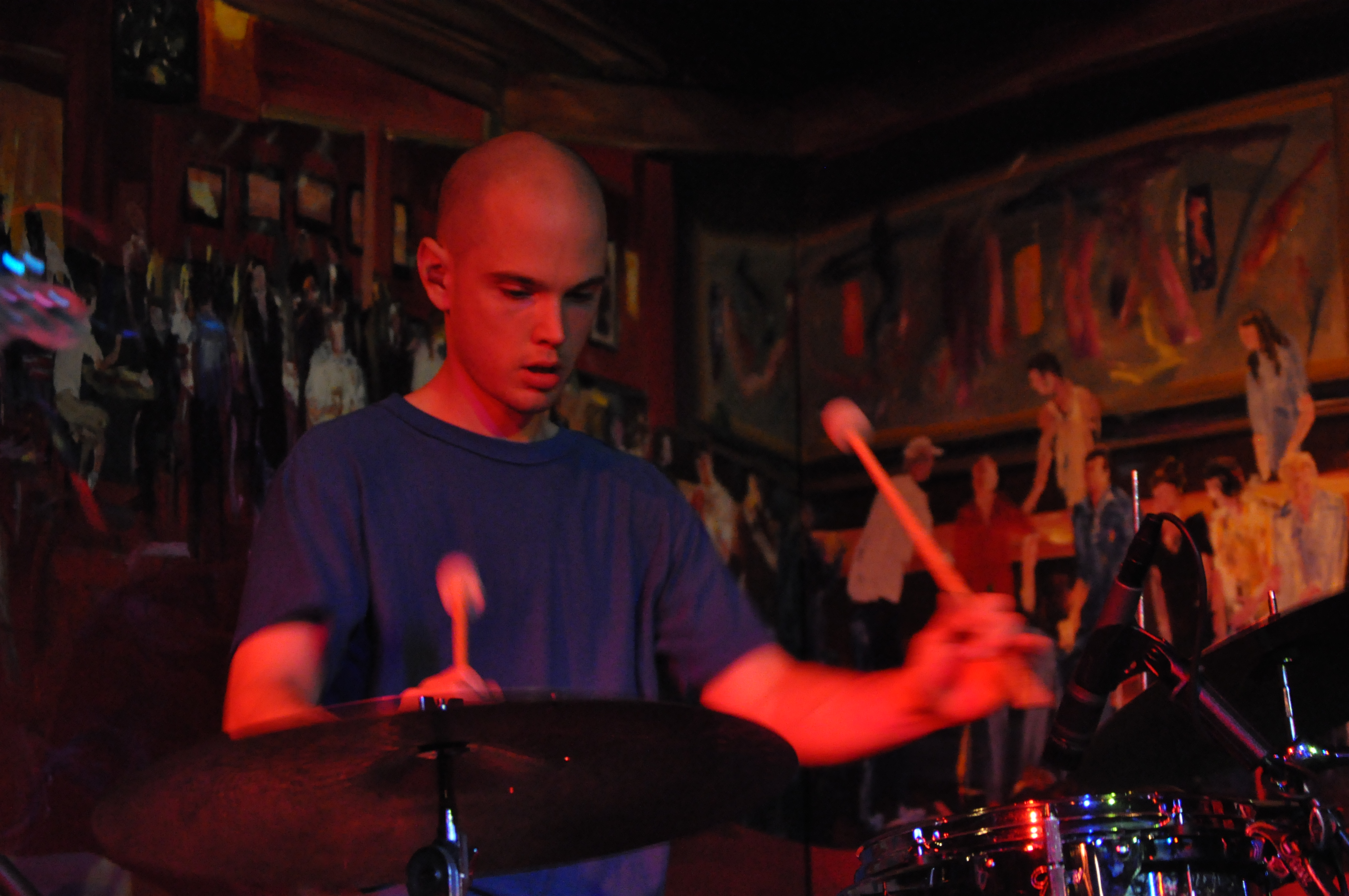
Chris Corsano (2009)

„No Place to Fall ist Amados Beitrag zur großen Saxophon-Schlagzeug-Duo-Tradition, die mit Coltranes Interstellar Space (1967) begründet wurde“, schrieb João Esteves da Silva in Daily Bandcamp. Irgendwo zwischen Gabriel Ferrandinis abstrakter Klangzauberei und Paal Nilssen-Loves organischer Natur sei Chris Corsano selbst einer der großen modernen Meister solcher exponierten Arrangements – man denke nur an seine Duos mit Paul Flaherty oder Mette Rasmussen – und damit ein idealer Partner für Amado. Ihre Agilität und dynamische Beherrschung seien besonders beeindruckend, da die Musik schnell Feuer fängt, ohne außer Kontrolle zu geraten; Ausbrüche würden oft erst einer subtilen Reihe von Crescendos folgen. Und obwohl dies sicherlich eine von Amados kraftvollsten Aufnahmen sei und mit den feurigsten Strömungen des Free Jazz flirte, würden sich seine Linien dennoch durch eine ungewöhnliche Definition auszeichnen. In den ersten vier Stücken entwickle sich die Action größtenteils in einem unerbittlichen Tempo, wodurch die ruhigeren Momente eine zusätzliche Bedeutung erlangen: Man denke nur an den lyrischen Auftakt von „Don’t Take It too Bad“ oder die Solo-Einleitung zum Titelstück, in der Amado zwischen scharfen Attacken und fesselnder Stille wechsle, bevor Corsano für einen absoluten Kracher einspringt. Die abschließende Meditation „We’ll Be Here In The Morning“ biete das genaue Gegenteil: In einer ruhigeren Umgebung wird ein kurzer Ausbruch verstärkt. Sie bekräftigt, was sich bereits in ihrer Quartettarbeit abzeichnet: Diese beiden Musiker können ebenso sensibel und nuanciert wie explosiv sein.
Nach Ansicht von Mark Corroto, der das Album in All About Jazz rezensierte, zeige Amado auf No Place to Fall seine Bewunderung für Joe McPhees Musik, insbesondere für seine frühen Aufnahmen, und auch für McPhees Duoalbum Dream Defenders (2012) mit Corsano. Das Album beginne mit dem donnernden, raumerfüllenden „Announcement“. Beide Musiker würden sich mit immer neuer Energie verausgaben, als wollten sie verkünden: „Wer ist bei uns?“ Nicht, dass das Paar seine Energie zurückschraubt, aber „Don't Take It Too Bad“ setze mit gedämpfter Stimme ein. Amados Tenor setze hauchige Töne gegen leises Tom-Tom-Trommeln in einem Stück, das durch den Austausch der Energie des anderen an Dynamik gewinnt. Corsanos Schlagzeugspiel sei ständig in Bewegung, als wäre Paal Nilssen-Love mit Elvin Jones verschmolzen. Der Titeltrack sei voller sprudelnder Töne, die sowohl von frühen Tenor-Titanen als auch von den Free-Jazz-Tenorsaxophonisten der 1960er-Jahre inspiriert sind.